# Сарибулак (Шетський район)
Сарибула́к (каз. Сарыбұлақ) — село у складі Шетського району Карагандинської області Казахстану. Входить до складу Ортауського сільського округу.
Населення — 21 особа (2021; 167 у 2009, 78 у 1999, 150 у 1989).
Національний склад станом на 1989 рік:
- казахи — 43 %.

У радянські часи село називалось також Сарибулак 1-й.